# Кепи

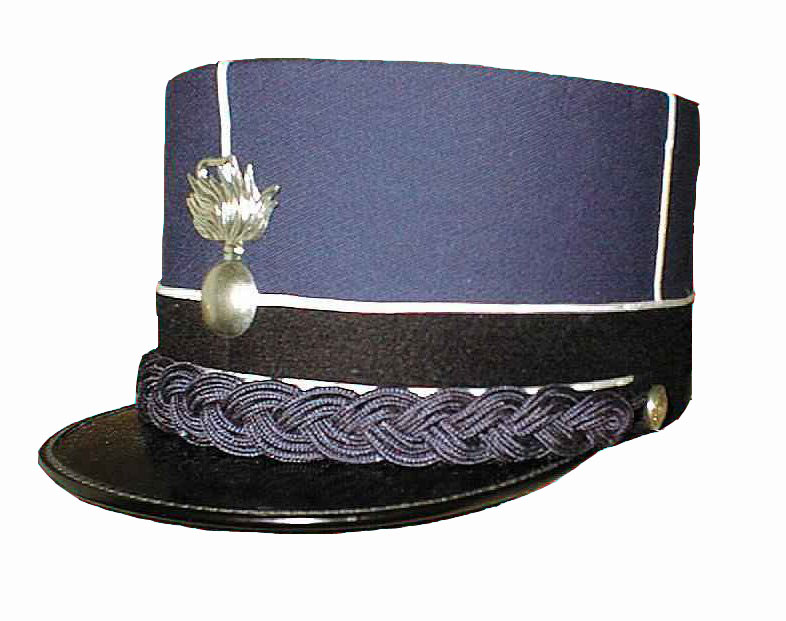
Кепи Корпуса жандармов Ватикана

Ке́пи, ке́пка (фр. képi, из швейц.-нем. Käppi от лат. cappa — головной убор) — форменный головной убор[прояснить] с широким и плоским козырьком, твёрдым околышем, мягкой тульей и небольшим круглым или овальным донышком, часто с подбородочным ремешком.

## Из истории
В первой половине XIX века получает распространение головной убор, уже отдалённо напоминавший кепи по своей усечённой форме — шако (см. кивер). Постепенно, с 1840-х годов фетровое шако вытесняет распространённые ещё со времён Наполеоновских войн кивера, а с 1850-х годов шако претерпевает ряд изменений, связанных с уменьшением высоты и массы головного убора. Вследствие чего, шако становится практически идентично кепи, слегка отличаясь только формой и конструкцией. Первое классическое суконное кепи появилось в 1852 году во Франции и было предназначено для ношения во время походов и нестроевой службы.
Кепи получило глобальное распространение после его дебюта во время Крымской войны (1853—1856), постепенно вытесняя прежние высокие шако, и вскоре было заимствована большинством армий мира. Помимо французской армии, кепи также встречалось в армиях таких государств как: Россия, США, Великобритания, Австро-Венгрия, Италия, ряде германских княжеств и многих других. Кепи часто ассоциируется с периодом гражданской войны в Соединённых Штатах, так как кепи являлось основным головным убором по обе стороны конфликта. В России этот головной убор чаще ассоциируется с периодом русско-турецкой войны 1877-78 гг.
Кепки:
- коппола — традиционная мужская сицилийская кепка, обычно изготовленная из твида. Мода на копполу пришла на Сицилию в начале XX века из Англии, где нечто подобное носили дворяне в XVII веке. Первоначально её носили лишь сицилийские водители, что сделало её затем очень популярной в рабочем классе. Со временем мода на неё распространилась по всей Италии, где она до сих пор популярна. В конце XIX века получила распространенние, как «кокуца-куди», в Грузии и, впоследствии, в советской моде 1970-х годов как кепка-аэродром[3].
- восьмиклинка[источник не указан 636 дней]

## Кепив форме
Как правило, является элементом военной формы и формы людей, имеющих дело с техникой (водители, ремонтники) из-за наличия плоского козырька, хорошо прикрывающего лицо от солнца, и тульи́, на которой можно закрепить кокарду. Кепи удобны тем, что их можно сложить и убрать. На форменных кепи всегда присутствуют различные декоративные элементы, такие как: султан, герб, кокарда (часто с петлей и пуговкой), подбородочный ремешок, различные узоры из шнура, а также басон, выпушки или кант.

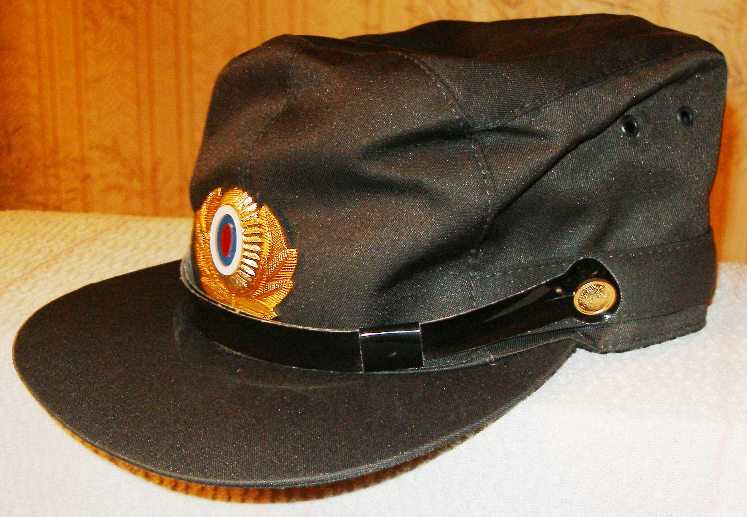
Кепка российского милиционера
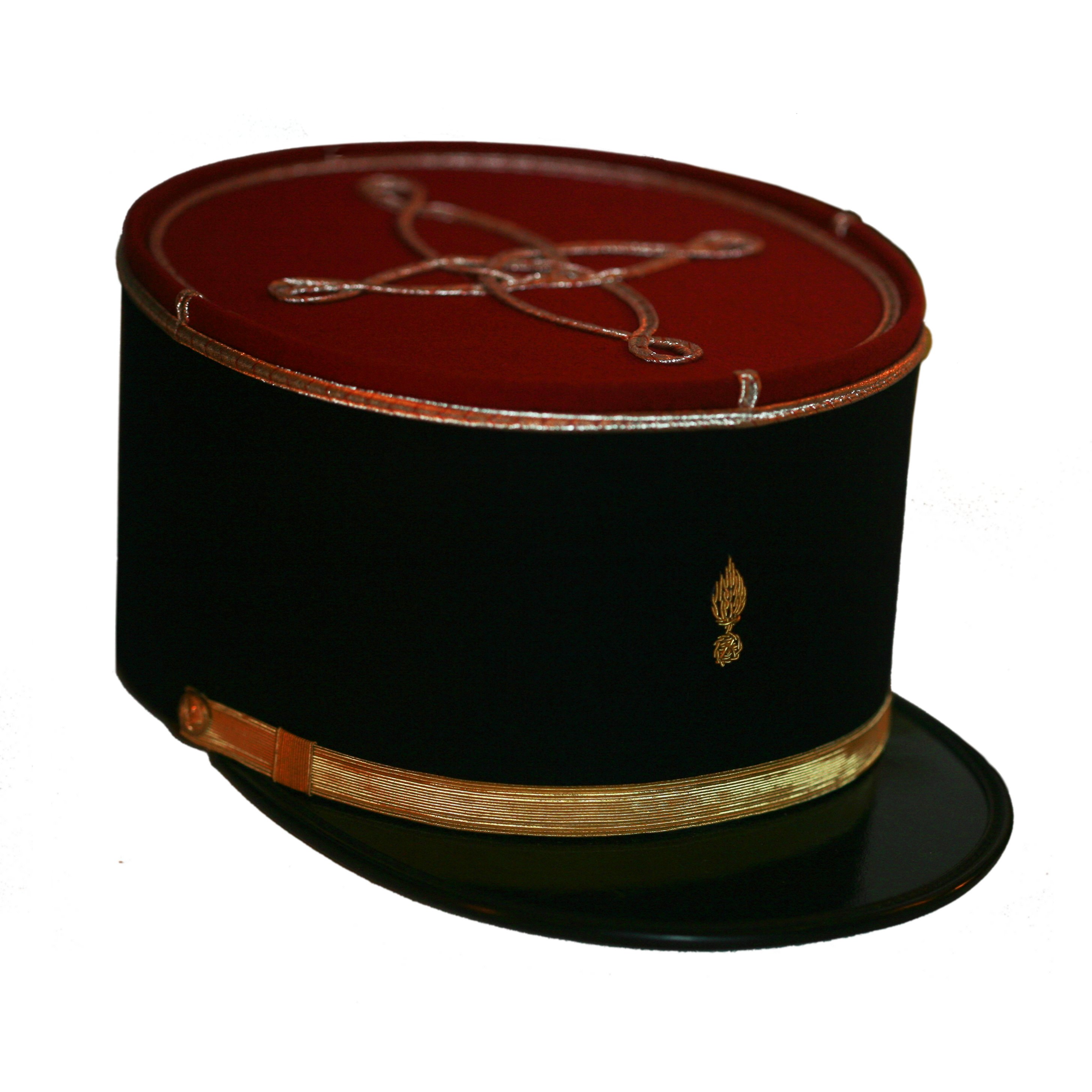
Кепи французской армии
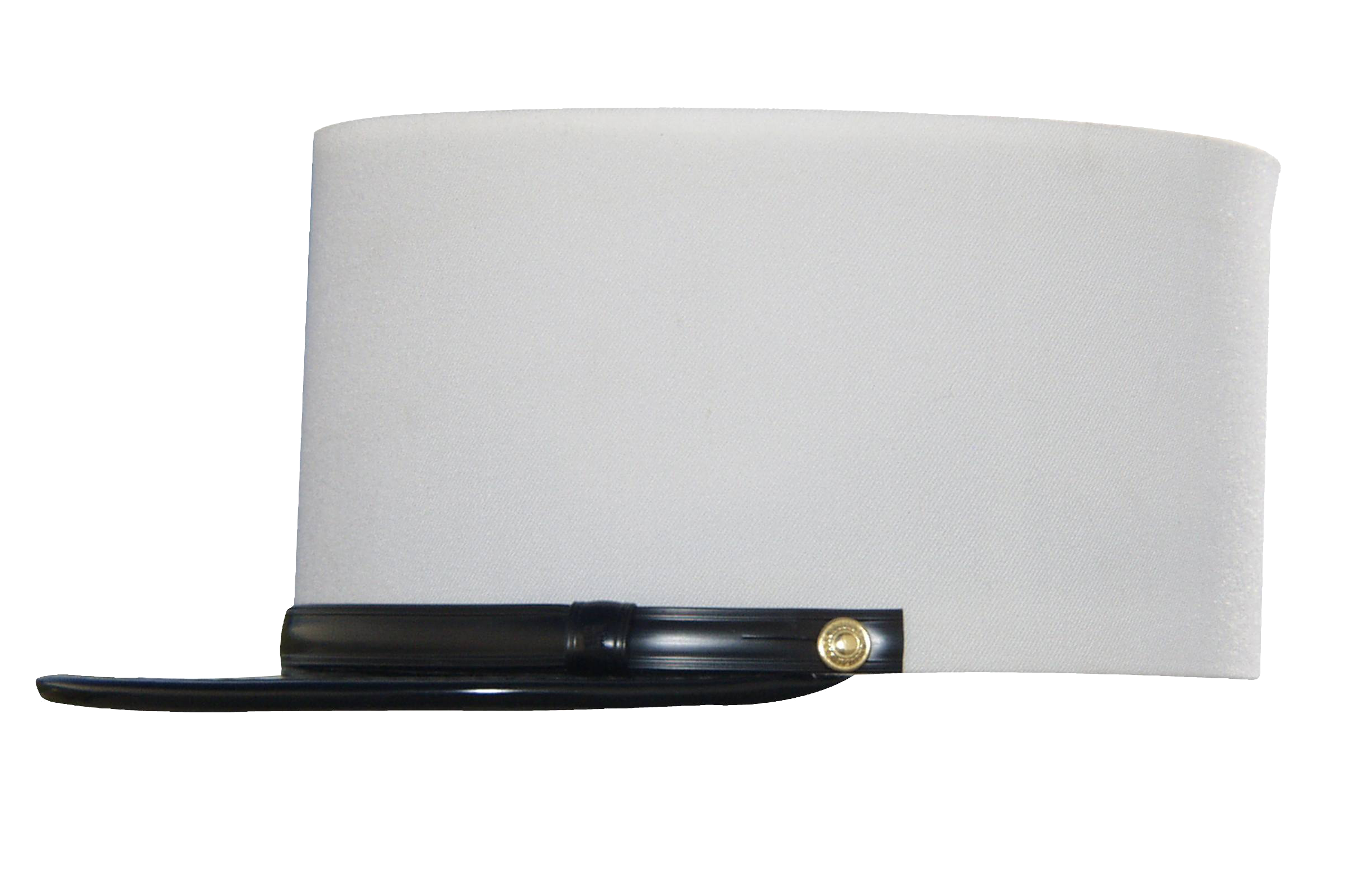
Современное кепи Иностранного легиона
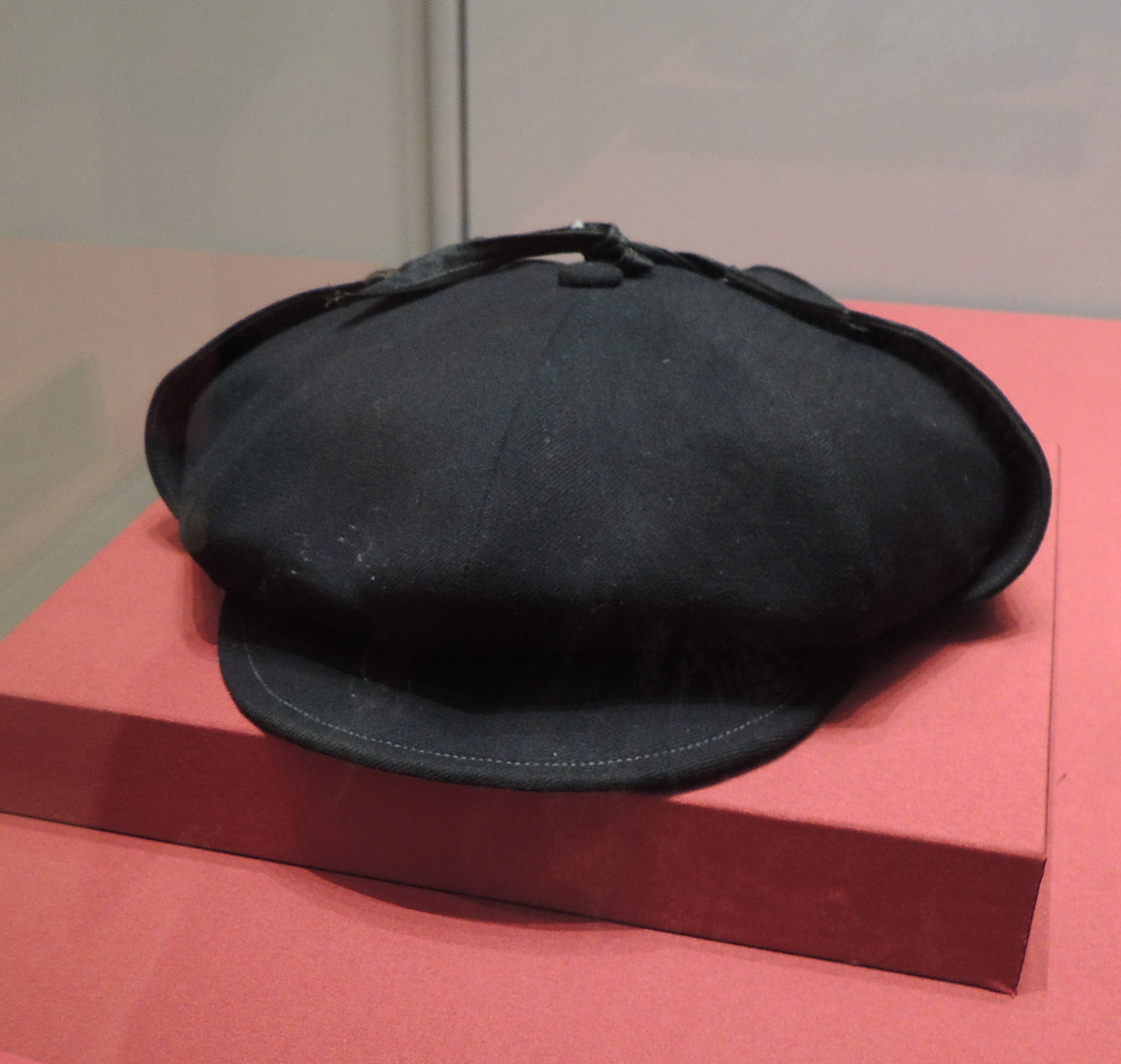
Кепка Ленина (не ранее 1920, Государственный исторический музей)

### В Русской армии
Как основной головной убор Русской армии кепи просуществовало с 1862 по 1881 (1882) год, во времена правления императора Александра II, под названием «шапка нового образца». Шапка имела две основные вариации — обычную (с петлей, пуговкой и кокардой) и парадную (с султаном и гербом). Параллельно с суконной шапкой образца 1862 года, которая просуществовала с изменениями вплоть до 1881 года, в русской армии также имелся очень схожий по форме головной убор — фетровое шако, введённое в 1872 году. Шако отличалось от кепи тем, что имело кожаные околыш и овальное донышко с бортиком, а также твёрдую, сохранявшую форму тулью из валяной шерсти, обтянутую сукном. Оно было присвоено армейской кавалерии, армейской конной артиллерии и, в 1873 году, гвардии. Однако вскоре, в 1874 году, шако в гвардии было заменено на каску.
В жарких регионах Средней Азии (Туркестан) и частично в кампанию 1877—1878 гг. Русская армия использовала белые чехлы с назатыльниками для кепи, аналогичные использовавшимся французами в африканских колониях, помогавшими от жаркого и палящего солнца.
В 1870-х годах было также головным убором учеников классических гимназий и реальных училищ.

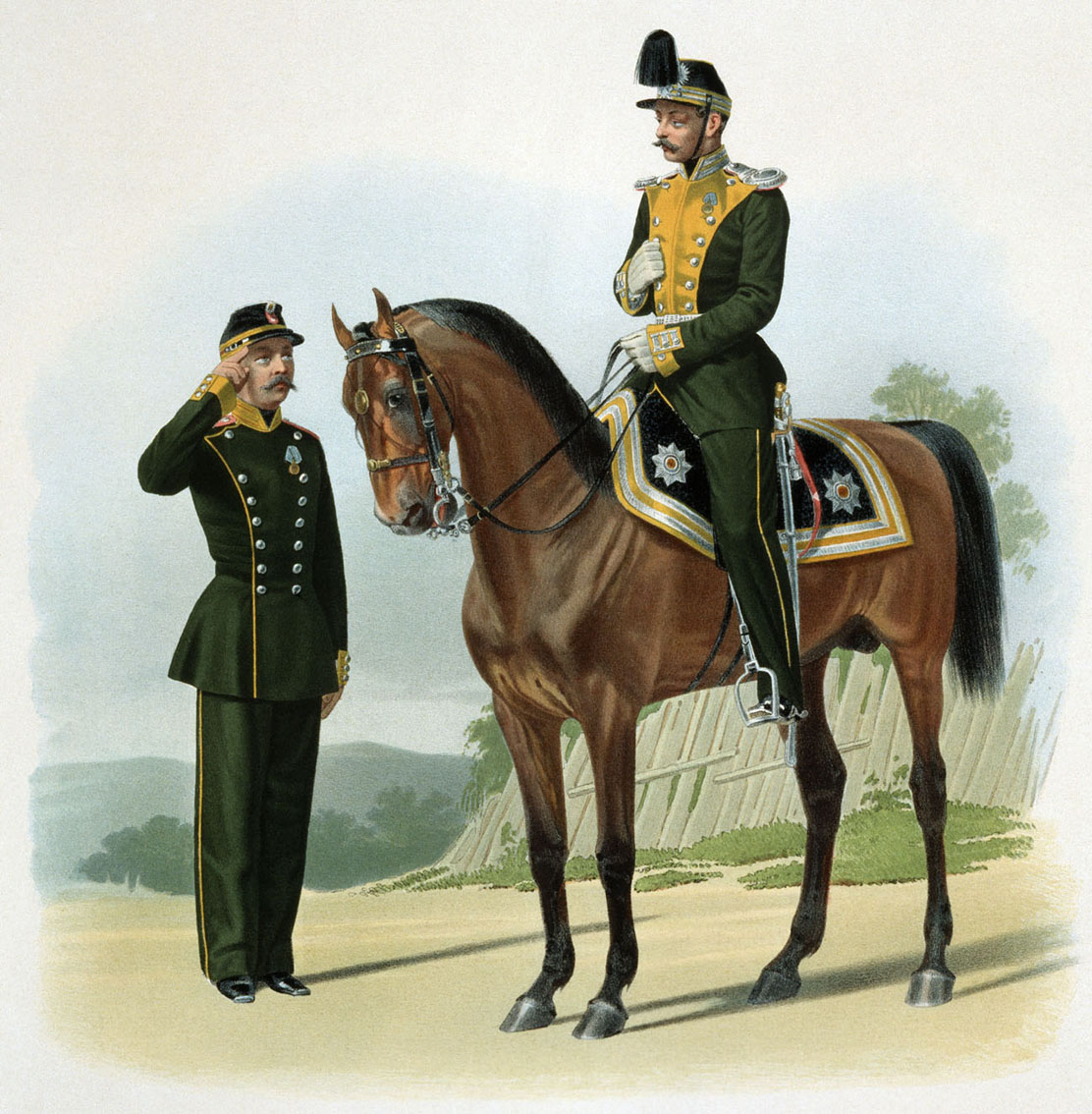
Рядовой и адъютант Лейб-Гвардии Литовского полка (в повседневной и парадной формах), 1862 г.
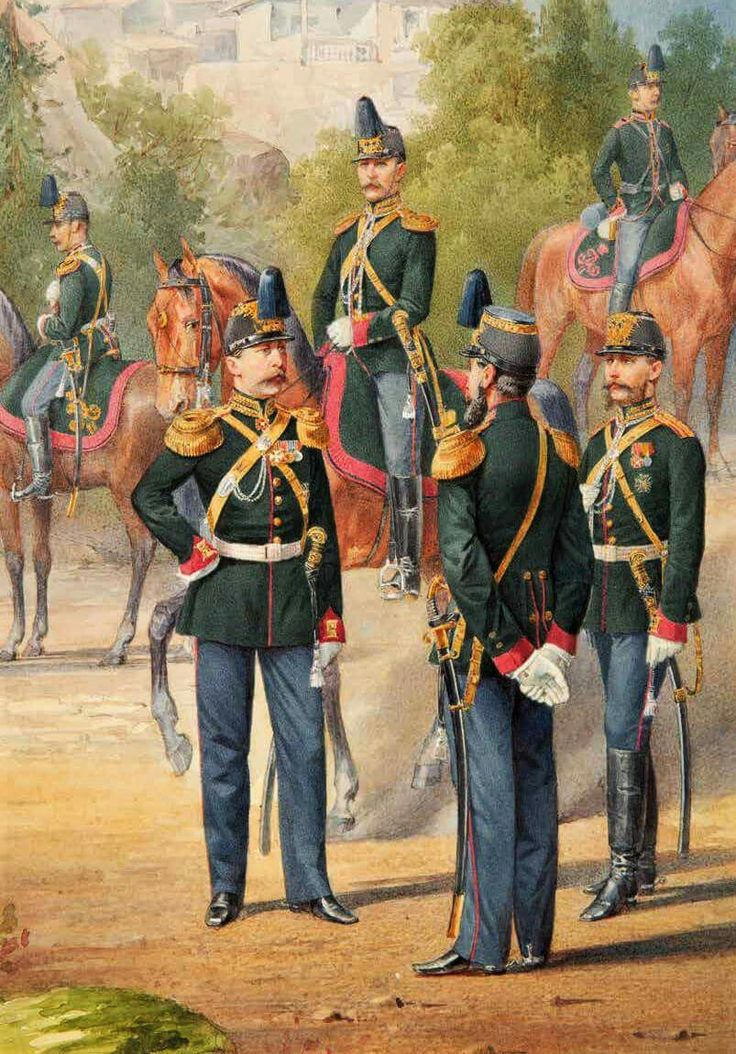
Балашов П.И. Чины 15-го Тверского и 16-го Нижегородского драгунских полков. (фрагмент) 1876 г. Головной убор кавалерии — шако обр. 1872 г.
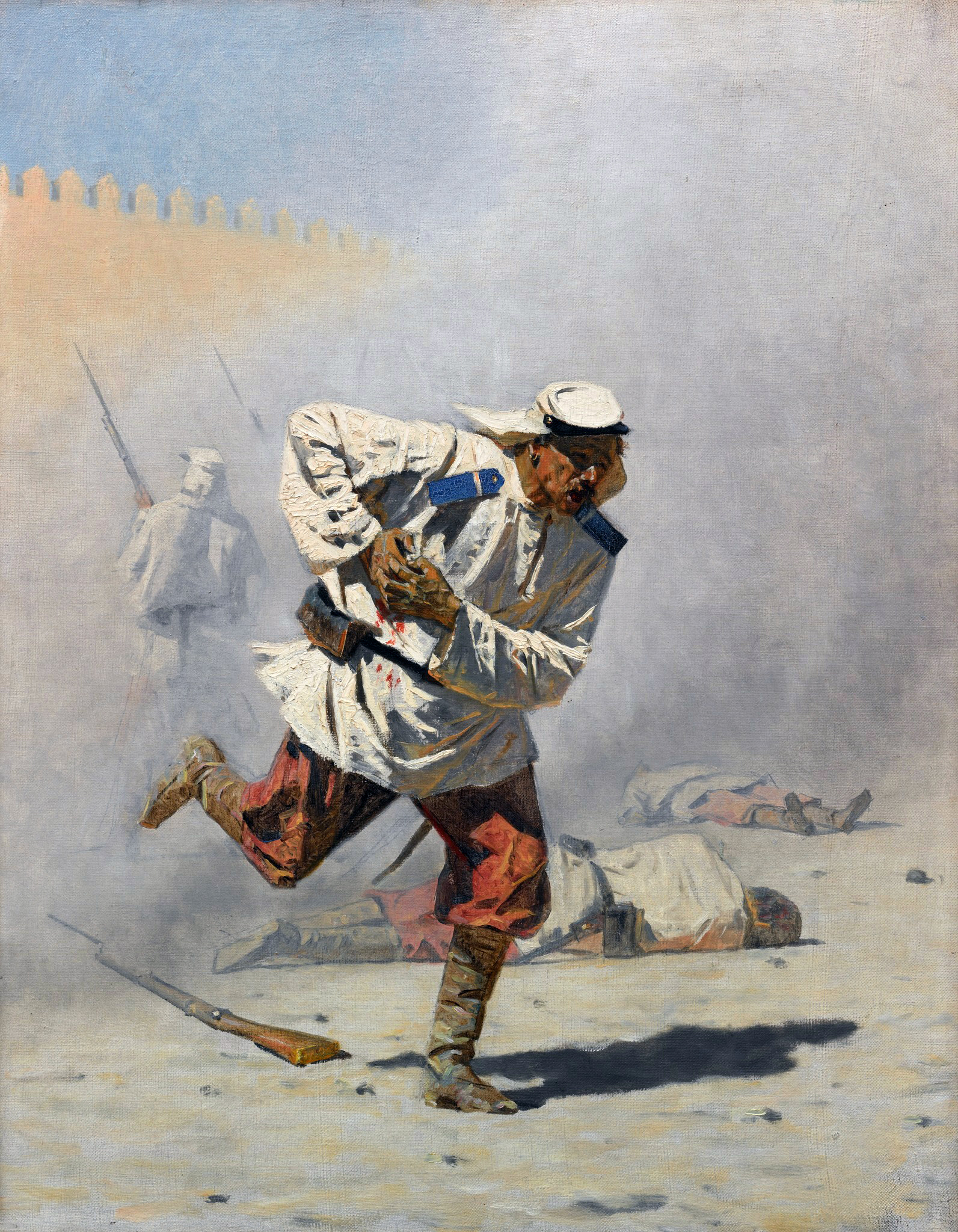
Верещагин В.В. Смертельно раненный. 1873 г. Виден белый чехол на кепи
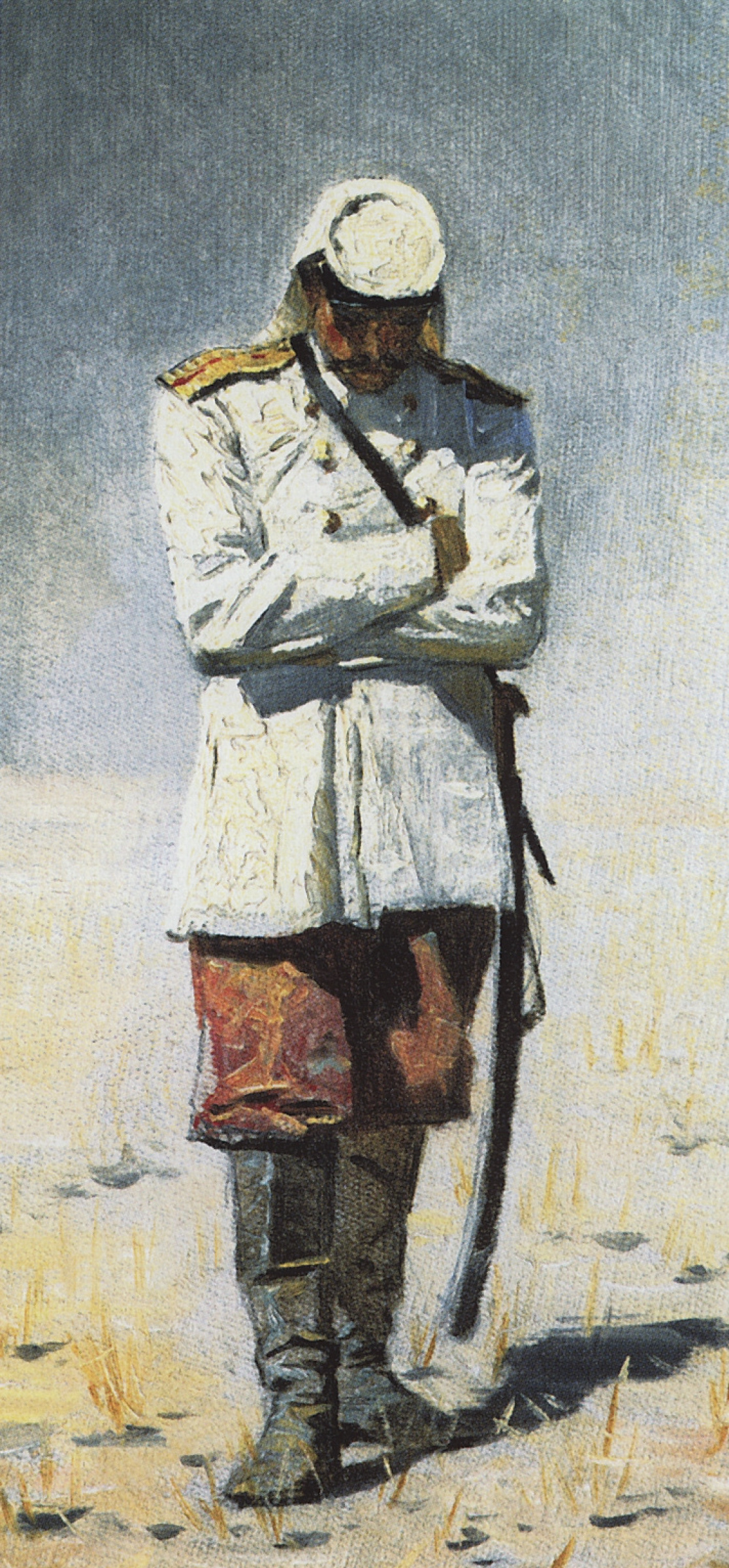
Верещагин В.В. Туркестанский офицер. 1873 г.

### Вооружённые Силы СССР и России
В вооруженных силах СССР довольно длительное время основным летним головным убором рядового состава была пилотка. Однако после ввода ограниченного контингента Советских войск в Афганистан пилотка показала свою неэффективность по защите головы и лица от палящего солнца. Ещё в 1970-е годы вместе с воинской униформой нового типа, прозванной «эксперименталкой», были разработаны в качестве повседневного головного убора и кепи. Однако принятие униформы откладывалось и первыми её к 1984 году начали получать войска КГБ и подразделения 40-й армии в Афганистане. А уже согласно приказу Минобороны СССР от 1988 года новая униформа и кепи были приняты в качестве основной формы. Они же и перешли после распада СССР бывшим советским республикам.

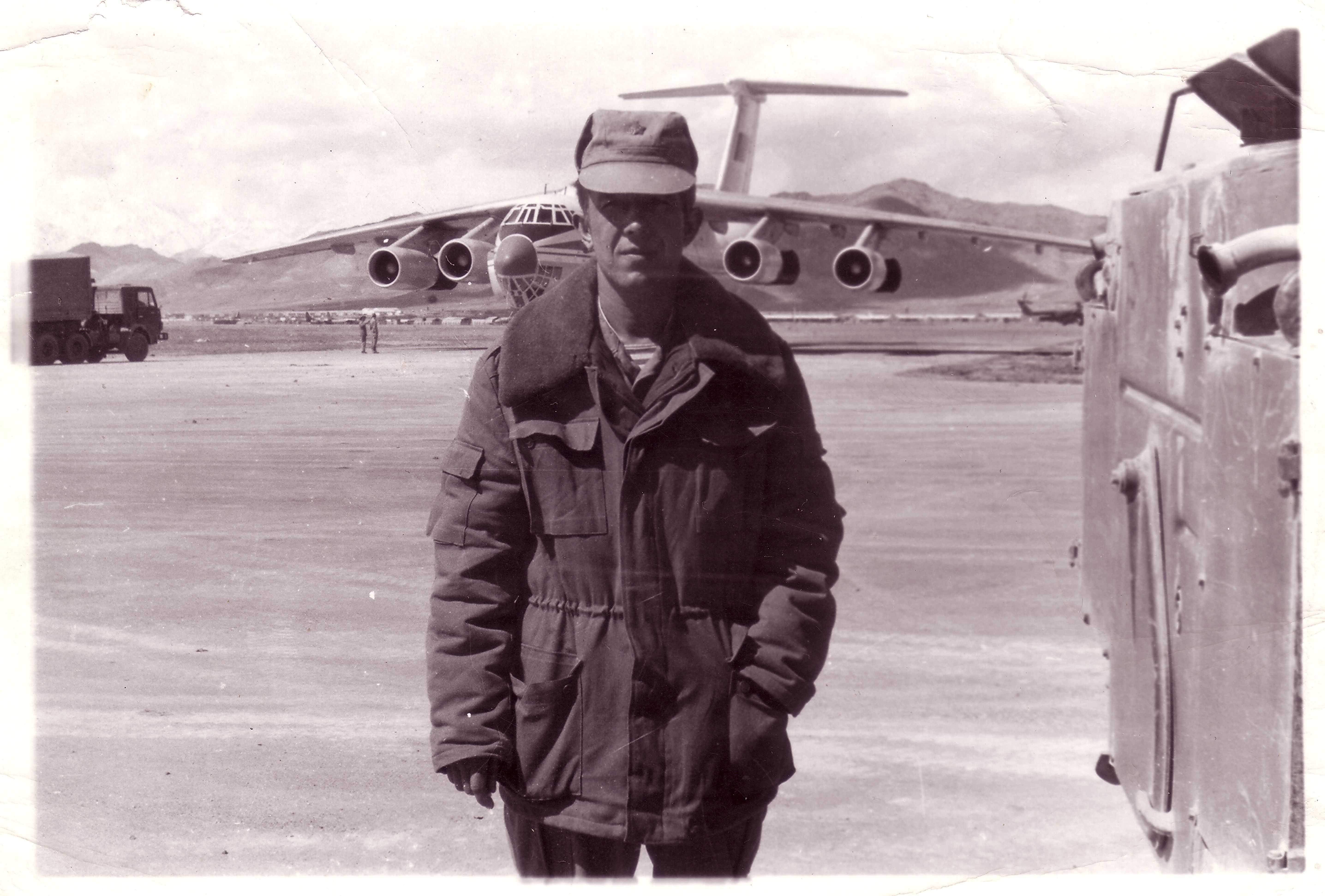
Полевое кепи в комплекте полевой зимней формы одежды для военнослужащих  Вооружённых Сил СССР
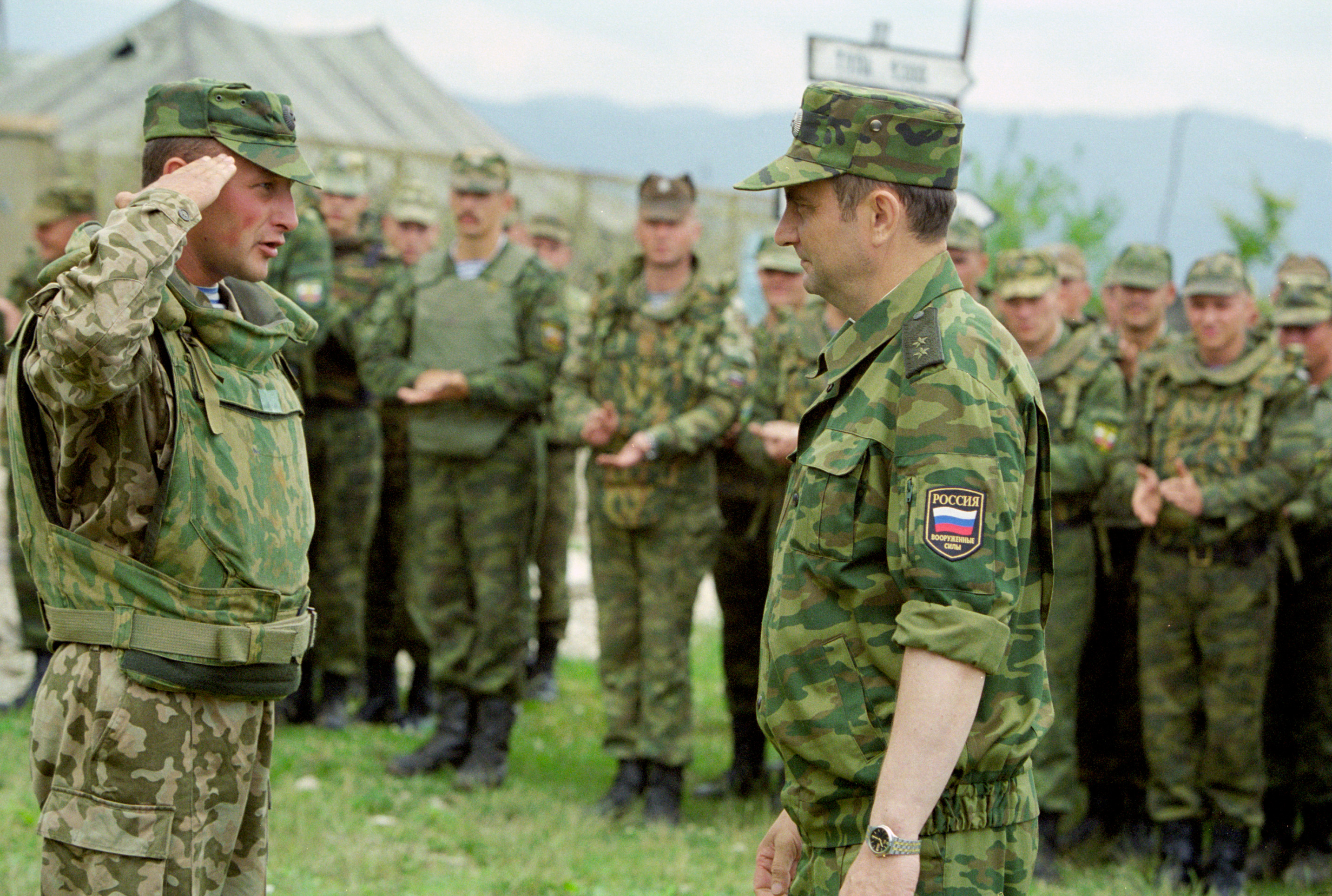
Командующий ВДВ Колмаков принимает доклад перед строем, 2004 год

### Во французской армии
Кепи является традиционным элементом униформы французской армии. Считается, что один из прообразов кепи появился в французских колониальных войсках в 1830-х годах под названием Casquette d’Afrique («африканская кепка»), как нестроевой головной убор. По форме он представлял собой высокую стоячую тулью в виде усеченного прямоугольного конуса с козырьком (впоследствии эта характерная форма усеченного прямоугольного конуса прослеживается у многих форменных головных уборов на протяжении всей второй половины XIX века).
Французская армия зарекомендовала кепи во время Крымской войны как удобный, легкий и практичный головной убор. Вскоре этот удачный опыт был перенят многими странами, в том числе и Россией.
Во время мобилизации французских войск для войны с Пруссией в 1870 году большое количество французских солдат отказывалось носить имевшиеся шако либо выбрасывало их. 30 июля 1870 года император Наполеон III своим указом отменил устаревшее шако для военной службы и приказал окончательно заменить его на кепи.
В 1876 году появилась новая модель с закругленным козырьком, так как квадратный козырек отвисал при намокании и скручивался при высыхании (из-за этого же всегда приходится прятать кожаные кепи, шако и каски в чехлы).
Французская армия встретила Первую мировую войну в 1914 году в кепи с красной тульей, однако вскоре ярко видимые цвета были скрыты под сине-серым чехлом для кепи, следуя примеру Иностранного легиона и других формирований в Северной Африке, которые долгое время носили свои кепи с белыми (или более поздними цвета хаки) чехлами. А затем кепи была полностью заменена на каску Адриана.
После Первой мировой войны кепи вновь стали постепенно вводить во французскую армию в мирное время, но никогда не вводили во флоте или военно-воздушных силах. Иностранный легион возобновил ношение кепи с 1926 года, сначала в красном и синем цветах, а затем, с 1939 года и по сей день, — с белыми чехлами для вседневной службы. Бо́льшая часть французской армии повторно использовала кепи в различных традиционных цветах для нестроевого ношения в 1930-х годах, но после 1940 года кепи стали носить редко, за исключением офицеров.
Сегодня французские кепи представляют собой обычные более высокие и жесткие цилиндры, заметно отличающиеся от традиционной формы усеченного прямоугольного конуса. Это делает кепи непригодным для ношения в военное время. Однако и по сей день этот головной убор служит визитной карточкой многих подразделений, включая знаменитый Иностранный легион, символически сохранивший этот головной убор (в белом варианте).

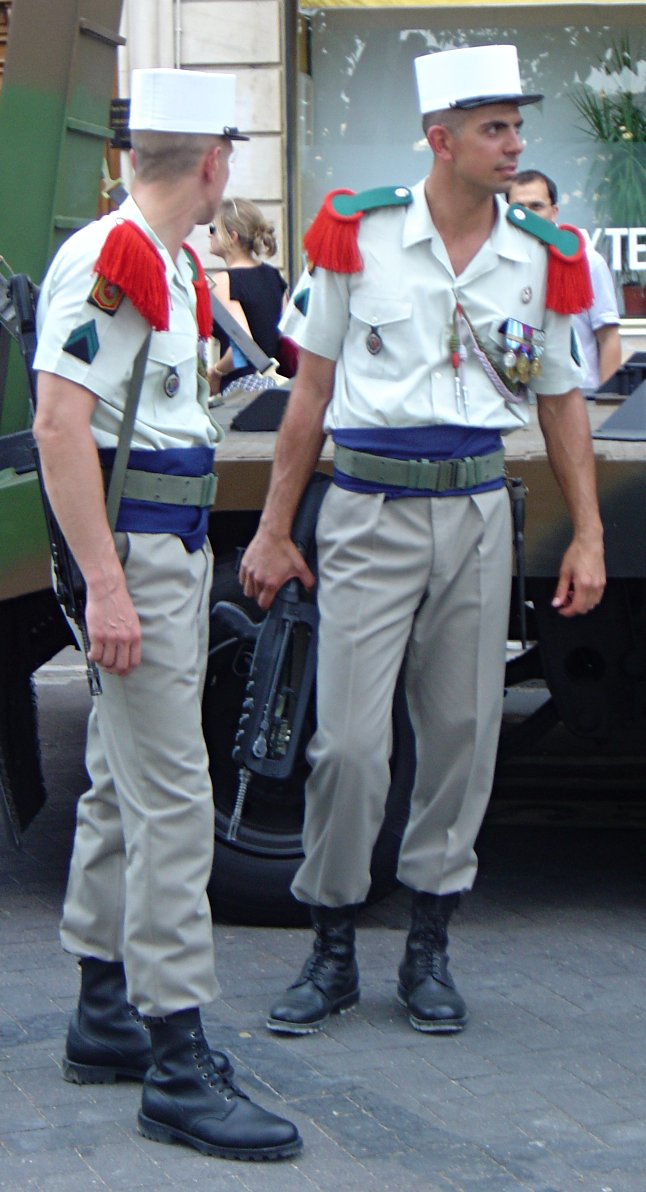
Солдаты Французского Иностранного легиона
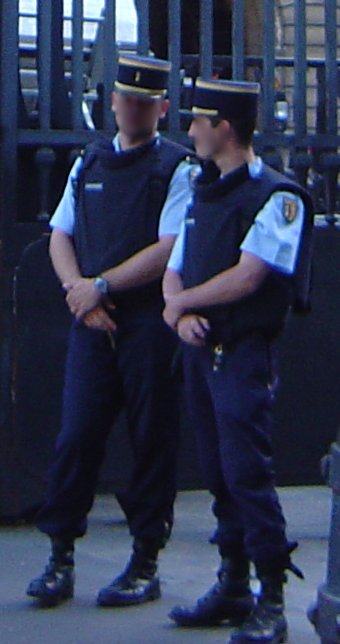
Жандармы
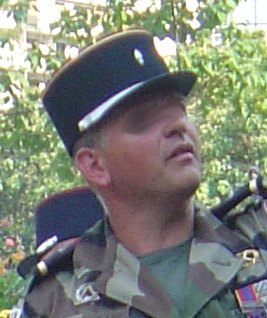
Современное французское армейское кепи